# Souleïman Alekserov
Souleïman Eïioub ogly Aleskerov (azéri : Süleyman Əyyub oğlu Ələsgərov), né le 22 février 1924, et mort le 21 janvier 2000 à Chouchi ) est un compositeur et chef d'orchestre soviétique et azéri, professeur, artiste du peuple de la RSS d'Azerbaïdjan (ru) (1974). Il est l'auteur de deux opéras, de douze opérettes, de nombreuses œuvres symphoniques, cantates, pièces, des romances et chansons, ainsi que de manuels pour les établissements d'enseignement secondaire. 

## Biographie
Souleïman Aleskerov est né le 22 février 1924 à Chouchi, dans la RSS d'Azerbaïdjan. En 1948 il obtient son diplôme du Conservatoire d'État d'Azerbaïdjan dans la classe de composition de Boris Zeidman et devient directeur de l'école de musique de Bakou. Il adhère au PCUS en 1948.
De 1949 à 1951, il est directeur artistique de l'orchestre du Comité cinématographique de la RSS d'Azerbaïdjan. En 1951 et 1952, il est le chef de l’ensemble de chants et danses de la Philharmonie d’État d’Azerbaïdjan. 
De 1954 à 1956, il dirige le département des arts du ministère de la Culture de la RSS d'Azerbaïdjan. Après ces fonctions, il est de 1956 à 1958 chef de l’ Orchestre des instruments populaires azerbaïdjanais, puis de 1958 à 1960 directeur artistique du Comité républicain de la télévision et de la radio, puis pendant onze années, de 1960 à 1971, directeur et chef principal du Théâtre de comédie musicale Gourbanov. 
En 1957, Souleïman Aleskerov commence à enseigner  au département des instruments folkloriques du conservatoire d'État d'Azerbaïdjan, où il exercera et qu'il dirigera à plusieurs reprises dans sa carrière. 
En 1958, il est nommé professeur et, à partir de 1968, dotzent du conservatoire d'État d'Azerbaïdjan. En 1960, il est nommé artiste émérite  de la RSS d'Azerbaïdjan. En 1967, il reçoit le prix d'État de la RSS d'Azerbaïdjan. À partir de 1970, il dirige le conseil pédagogique et méthodologique pour l'éducation musicale et esthétique du ministère de l'Éducation de la RSS d'Azerbaïdjan. En 1974, il est élevé au titre d'artiste du peuple de la RSS d'Azerbaïdjan. 
De 1991 à 2000, il est recteur de la section de Chouchi du conservatoire d'Azerbaïdjan, créée de sa propre initiative.

## Prix et récompenses
- Ordre de l'insigne d'honneur (09.06.1959)
- Prix d'État de la RSS d'Azerbaïdjan (ru) (1967)

## Œuvres

### Opéras
- Bahadur et Sona (Бахадур и Сона), d'après le roman du même nom de Nariman Narimanov, Bakou, 1962)
- Fleurs fanées (Увядающие цветы), d'après la pièce du même nom de Djafar Djabbarly, Bakou, 1997)

### Opérette
- La Fleur de l'amour (1945[2])
- Étoile (Ouldouz, 1948, 2e éd. 1957)
- Prenons-le nous-même (1963)
- Soudain autrement (1964)
- Le Mendiant fils d'un millionnaire (1966)
- Où es-tu, vie de célibataire ? (1968)
- Sevindik cherche à se marier (avec Vassif Adyguezalov, 1970)
- Khamisha-Khanum (conjointement avec Vassif Adiguezalov, 1972)

### Cantates
- Salut au grand Octobre (paroles de Mamed Raguim , 1947)
- Gloire à la patrie (paroles de Mirvarid Dilbazi , 1960)
- Sous la bannière de l'unité (1970)

### Pour soliste, chœur et orchestre
- Poème sur Lénine (paroles de G. Fazley, 1951, en collaborait avec Djakhangir Djarangirov )

### Symphonies
- Patrie (1948)
- Jeunesse (1954)
- Ouverture de fête (1945)
- Mugham symphonique Bayati-Shiraz (1952)

### Autres
- Concert pour piano et violoncelle et orchestre (1947)
- Concert pour orchestre de târs et instruments folkloriques (1971)
- Pour piano - Fantaisie (1953)
- Quatuor à cordes (1947)
- Sonates avec piano - pour violon (1946), pour tir (1950)
- Chanson "Attends-moi" (paroles d'A. Chirzad)
- Diverses romances, chansons, pièces pour orchestre d'instruments populaires azerbaïdjanais, musique de théâtre